# Claude François Lazowski
Pour les articles homonymes, voir Lazowski.
Claude François Lazowski (en polonais Klaudiusz Franciszek Łazowski), né le 6 février 1752 à Lunéville (alors dans le duché de Lorraine) et mort le 23 avril 1793 à Issy-les-Moulineaux, est un fonctionnaire et homme politique français issu d'une famille d'origine polonaise.

## Biographie

### Origines familiales
Les Lazowski sont une famille polonaise de petite noblesse rurale (blason de Krzywda).
Le grand-père de Claude François a suivi Stanislas Leszczynski, roi de Pologne en exil devenu duc de Lorraine en 1737 ; il est responsable de la cuisine de la cour de Lunéville, avec le titre d'« officier de la bouche du roi » (Stanislas, beau-père de Louis XV, conserve le titre de « roi de Pologne »). 
Ce petit office passe en 1748 à son fils, Jean-Baptiste Lazowski (Ciechanowiec, 1714-1804), qui devient ensuite chef de l'office du Roi (1751) puis contrôleur des offices de Sa Majesté polonaise (1768). En 1746, Jean-Baptiste épouse une Lorraine, Catherine Grandidier, dite Le Brun, avec laquelle il aura seize enfants (dix fils et six filles, entre 1748 et 1768). 
Claude-François est leur troisième enfant,. Né sujet du duc de Lorraine, il devient français à la mort de Stanislas Leszczynski, en 1766, lorsque le duché est intégré au royaume de France.

### Carrière
Incorporé, après ses études, dans un régiment de cavalerie, Lazowski fut arrêté à la suite d'une dispute avec un officier et, semble-t-il, condamné à mort. Tiré d'affaire grâce à son frère Maximilien, celui-ci lui obtint, en 1782, avec l'appui du duc de La Rochefoucauld-Liancourt, la charge d'inspecteur général du commerce et des manufactures du Roi à Elbeuf (1782). Ce fut le début d'une carrière qui le mena du poste d'inspecteur des manufactures et du commerce à Soissons à celui d'inspecteur itinérant des manufactures et du commerce, avec résidence à Paris, poste créé exprès pour lui par Calonne en 1784.

### Le militant révolutionnaire
Installé rue Mouffetard, dans le faubourg Saint-Marcel à cette époque, malgré ses 8 000 livres d'appointement par an, il occupait une position de premier plan dans le mouvement révolutionnaire de son quartier quand son poste fut supprimé, le 27 septembre 1791.
« Bel homme à la belle chevelure noire et frisée d'elle-même » selon Michelet, il remplaça Alexandre à la tête des canonniers de la section des Gobelins en 1792. Meneur d'hommes, il sut montrer l'exemple et entraîner les hommes dans des actions brillantes. 
Le 16 juin 1792, Claude François Lazowski présenta devant le Conseil général de la Commune, avec neuf autres citoyens, et au nom des faubourgs Saint-Antoine et Saint-Marcel, un projet de pétition adressé à l'Assemblée et au Roi. Le Conseil général rejeta la proposition.
Organisateur de la journée du 20 juin 1792, il joua un rôle marquant à la tête de ses canonniers place du Carrousel.
Dès le 26 juillet 1792, au cabaret Soleil d'Or, avec Alexandre, Santerre, Westermann, Fournier l'Américain, il participa à plusieurs réunions du directoire d'insurrection qui préparèrent la prise d'assaut du château des Tuileries, le 10 août 1792. Ce jour-là, il commandait l'artillerie sous le château.
Le 5 août 1792, il régularisa une liaison de plusieurs années en épousant Marie-Jeanne-Sophie-Adélaïde Audry, fille d'artisans, en l'église de Saint-Marcel. Une fille, Caroline-Luce, avait vu le jour le 27 novembre 1789,.
Membre de la Commune insurrectionnelle, il fut chargé avec Fournier, en septembre, d'escorter à Paris les prisonniers d'Orléans. Toutefois, ces derniers furent massacrés par le peuple à Versailles. Accusé par ses adversaires de connivence avec les émeutiers, il ne fut pas possible d'établir sa responsabilité dans l'affaire.
Montagnard, membre du club des Jacobins, il participa activement à la lutte contre les Girondins. Vergniaud l'attaqua, avec Fournier et Desfieux comme responsable des désordres du 9-10 mars 1793 et de la destruction des imprimeries girondines. Défendu par la section du Finistère, dont il devint membre du Comité révolutionnaire, il fut acquitté par la Convention.

### Mort et funérailles
Il mourut des suites d'une maladie dans la maison qu'il venait d'acheter à Issy . Les circonstances de sa mort ayant été jugées troubles, l'assemblée électorale à laquelle appartenait Lazowski demanda à plusieurs de ses membres médecins de vérifier les causes du décès; après une autopsie, les médecins et les chirurgiens conclurent à un « engorgement inflammatoire, dont le siège principal était aux parties praecordiales ». La mort d'un homme considéré comme un héros causa un grand émoi, et des rumeurs d'empoisonnement circulèrent. Madame Roland, et à sa suite toute l'historiographie royaliste, prétendit que sa mort était due à sa vie déréglée, en particulier à un abus d'alcool,.
Des funérailles publiques furent votées par la Convention; l'organisation de la cérémonie fut confiée à David. Elle eut lieu le 28 avril. Robespierre, qui l'appréciait, prononça son éloge funèbre. Il avait déjà pris sa défense à la Convention quand Vergniaud l'avait attaqué. Par ailleurs, peu avant sa mort, Lazowski avait créé avec Maurice Duplay, logeur de Robespierre, une société pour l'achat d'une imprimerie située au no 355 de la rue Saint-Honoré. Enfin, la Commune de Paris adopta officiellement la fille du défunt. Celle-ci mourut célibataire à Paris le 25 juillet 1849.

## Famille
Cinq des quinze frères et sœurs de Lazowski nous sont connus:
- Maximilien-Catherine, né en 1748, était avocat à la Cour souveraine quand il fut remarqué par le duc de La Rochefoucauld-Liancourt, colonel d'un régiment de cavalerie, en garnison à Nancy, de 1776 à 1779, qui le prit comme précepteur de ses enfants. Intéressé par les problèmes agricoles et les sciences naturelles, Maximilien se lia à Arthur Young et fut nommé membre du comité de l'Administration de l'agriculture, créé en 1785[11],[12].
- Françoise, née à Lunéville le 17 août 1756, épouse puis veuve de François de Chuy d'Arminière, officier de cavalerie en retraite, décédée à Lunéville le 30 mars 1848[3].
- Jean-Baptiste-Martin, né à Lunéville le 11 novembre 1758, prieur commendataire de Saint-Morand, près d'Altkirch puis chanoine honoraire de Saint-Dié, décédé à Lunéville le 16 avril 1844[3].
- Joseph Félix, né à Lunéville le 20 novembre 1759, décédé à Paris le 8 octobre 1812, fut chef de Brigade (15 mai 1799, général de Brigade (15 août 1806), général de division d'artillerie (21 juillet 1808, commandeur de la Légion d'honneur (11 juillet 1807) et baron de l'Empire (15 août 1809)[13], inspecteur général d'artillerie à l'armée d'Allemagne en 1810[3].
- Nicolas-Fiacre, né à Lunéville le 10 septembre 1763, officier au régiment de Hesse-Darmstadt[14],[15].

## Source principale
- Haïm Burstin, « Lazowski Claude-François », dans Albert Soboul (dir.), Dictionnaire historique de la Révolution française, Paris, PUF, 1989 (rééd. Quadrige, 2005, p. 653-654).